# Чорба Петро Федорович
Петро Федорович Чорба (? — післ. 1820) — секунд-майор, шляхтич, предводитель дворянства Херсонської губернії.

## Життєпис
Батько — Федір Чорба походив з сербської шляхти, що перейшла на службу до Російської імперії. За зруйнування Запорозької Січі 1775 року Федір Чорба отримав великі наділи землі в новоствореній, на землях козаків, Херсонській губернії.
Петро Чорба був крупним землевласником, побудував собі розкішну резиденцію у м. Глинськ. 1793 — предводитель дворянства Олександрійського повіту Херсонської губернії.
В 1788, 1811 — надвірий радник. 1811—1814 предводитель дворянства Херсонської губернії.
Одним з його нащадків був декабрист О. С. Гангеблов.